# Campylocentrum neglectum
Campylocentrum neglectum là một loài thực vật có hoa trong họ Lan. Loài này được (Rchb.f. & Warm.) Cogn. mô tả khoa học đầu tiên năm 1901.

## Hình ảnh

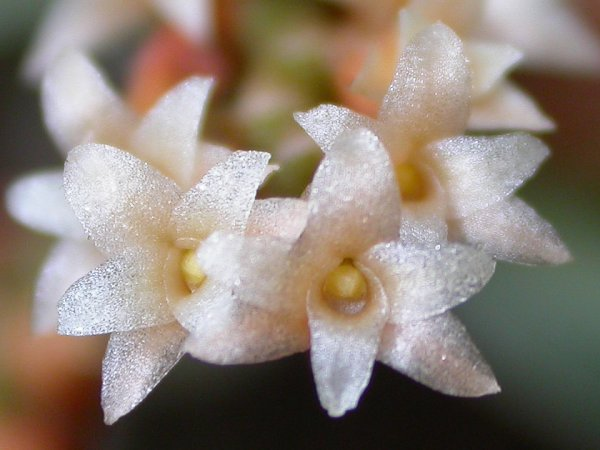
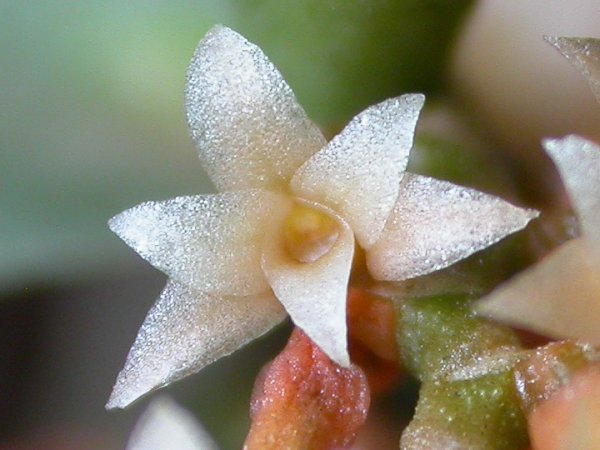
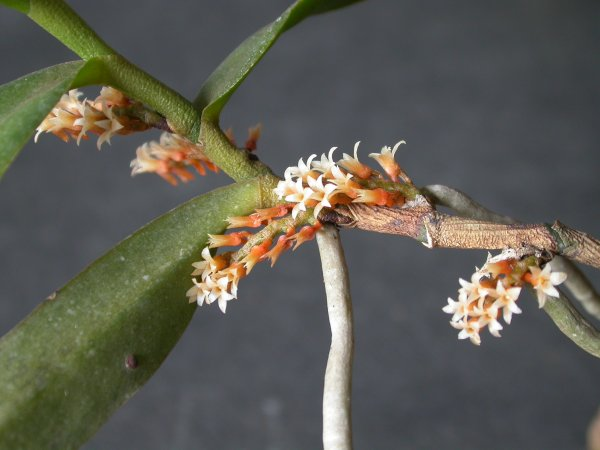
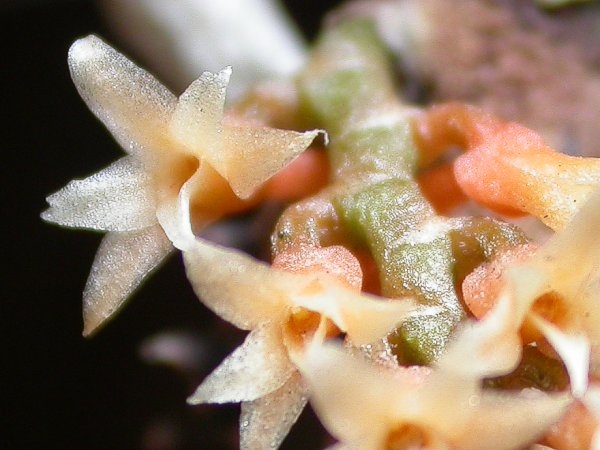